# Marc Nielsen
Pour les articles homonymes, voir Nielsen.
Marc Nielsen, né le 16 mai 2001 à Rønne au Danemark, est un footballeur danois qui évolue au poste d'arrière gauche au Aalborg BK.

## Biographie

### Hvidovre IF
Né à Esbjerg au Danemark, Marc Nielsen commence le football avec le club local du Rønne IK avant de rejoindre le Hvidovre IF.
C'est avec ce club qu'il fait ses débuts en professionnels, le 7 octobre 2020 à l'occasion d'une rencontre de coupe du Danemark, contre le KFUMs Boldklub København (en). Il est titularisé et son équipe s'impose sur le score de deux buts à zéro.
Il fait sa première apparition en Superliga, la première division danoise, le 21 juillet contre le FC Midtjylland lors de la première journée de la saison 2023-2024. Il entre en jeu lors de cette rencontre remportée par l'Esbjerg fB sur le score de un but à zéro.

### Aalborg BK
Le 9 juillet 2024, lors du mercato estival, Marc Nielsen signe en faveur du Aalborg BK. Il est alors lié au club jusqu'en juin 2028,.